# Peraeospinosus adipatus
Peraeospinosus adipatus är en kräftdjursart som först beskrevs av Ludmila Tzareva 1982.  Peraeospinosus adipatus ingår i släktet Peraeospinosus och familjen Nototanaidae. Inga underarter finns listade i Catalogue of Life.